# Farizeeën

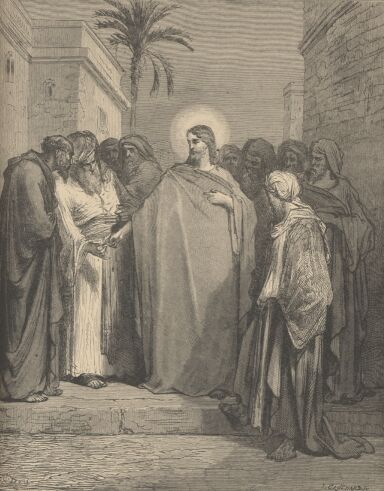
Geschil tussen Jezus en de Farizeeën

De farizeeën (Hebreeuws: פְּרוּשִׁים, pĕrûšîm, meervoud van פָּרוּשׁ, pārûš, “apart gezet” (van het werkwoord פָּרָשׁ, pārāš), Koinè: φαρισαῖος, -ου pharisaios, Latijn: pharisæus, -i) – enkelvoud: farizeeër – was een Joodse religieuze stroming, politieke partij en sociale beweging gedurende de periode van de Tweede Tempel vanaf de periode van de dynastie van de Hasmoneeën (140 - 37 v.Chr.) tijdens het ontstaan van de Makkabeese opstand.
Hoewel sommige priesters farizeeër waren, bestond de partij hoofdzakelijk uit leken. Weinig farizeeën waren sociaal of financieel belangrijk. Ze waren scherpzinnige interpreten van de (mozaïsche) wet en hielden zich hier behoorlijk streng aan. Ze hadden ook specifieke tradities, waarvan sommige de wet strenger maakten, andere de wet juist afzwakten. Ze geloofden in de opstanding. Hun houding tegenover Herodes, de Herodianen en Rome is moeilijk vast te stellen en was waarschijnlijk niet eenduidig. Flavius Josephus schreef dat er ten tijde van Herodes ongeveer 6000 farizeeën waren.

## Context
Conflicten tussen de farizeeën en sadduceeën vonden plaats in de context van veel bredere en langduriger sociale en religieuze conflicten onder Joden en gingen terug tot aan de Babylonische ballingschap en werden versterkt door de verovering van Judea door de Romeinen. De belangrijkste onderwerpen van dit conflict waren:
1. Hellenisme: Een brandende kwestie was of helleniseren geoorloofd was of niet. Een voorbeeld van de aard van dergelijke conflicten (niet noodzakelijk tussen de farizeeën en sadduceeën) is het verzoek van Joden aan Antiochus IV Epiphanes voor toestemming "de levenswijze van de heidenen in te voeren" (1 Makkabeeën 1:11-13, Willibrordvertaling). Zij bouwden een gymnasion in de Griekse stijl, waarin jonge mannen naakt oefeningen deden (1 Makkabeeën 1:14). Dit bracht een cruciaal verschil tussen Joden en Grieken aan het licht: Joodse mannen waren besneden, en besnijdenis was het belangrijkste externe bewijs van het verbond tussen God en Abraham en zijn afstammelingen (Genesis 17). De Grieken geloofden in Mens sana in corpore sano en beschouwden besnijdenis als een barbaarse verminking. Jonge mannen die in de hellenistische cultuur wilden opgaan, "lieten zich weer een voorhuid maken" door een operatie. Volgens velen "braken [zij daardoor] met het heilig verbond" (1 Makkabeeën 1:14). Dit conflict leidde tot bloedvergieten. Uiteindelijk verbood Antiochus IV bepaalde Joodse gebruiken en eiste van de Joden zelfs "dat ze altaren, tempels en kapellen moesten oprichten voor afgoden, en varkens en andere onreine dieren moesten offeren; dat ze hun zonen niet meer mochten besnijden" (1 Makkabeeën 1:47-48).
2. Wet: Het verwerpen van hellenisme betekende voornamelijk dat de Joden in Palestina volgens de wet van Mozes zouden leven. Hoe strikt zij de wet moesten volgen en hoe deze tot in de details moest worden geïnterpreteerd inzake (on)reinheid, voedselwetten, tienden en andere onderwerpen, leidde tot grote meningsverschillen.
3. Hogepriesterschap: De status van het ambt van de hogepriester en de opvattingen van de hogepriester waren voor velen een uiterst belangrijk onderwerp. Stond hij open voor hellenisme of niet? Ook zijn afstammingslijn was zeer belangrijk, voor sommige nog belangrijker dan zijn opvattingen (1 Makkabeeën 7:12-16). In de periode van 520 tot 175 v.Chr. was de hogepriester een afstammeling van Sadok (of werd aangenomen dat hij dat was). Velen bleven loyaal aan de afstammelingen van Sadok en verwierpen andere hogepriesters.
4. Militaire controle: Na de Babylonische ballingschap, onder het hogepriesterschap van Sadokieten, kende het Judaïsme een lange periode van relatief vreedzame theocratie. Gedurende deze periode maakte Palestina altijd deel uit van een groter rijk - Perzië, het rijk van Alexander de Grote, de Ptolemaeën, de Seleuciden - maar nooit militair autonoom. De plaatselijke leider was de hogepriester, die zijn macht vanuit Jeruzalem uitoefende. Hij bepaalde wat daar gebeurde en had invloed en macht over heel Judaea. Het beperkte succes van Judas Makkabeüs in 164 v.Chr. herstelde daarom ten dele de situatie die sinds het einde van de zesde eeuw v.Chr. had geduurd: de hogepriester bestuurde de tempel en Jeruzalem, een koning op grote afstand regelde de grotere aangelegenheden. Velen wilden een eind maken aan de opstand en vrede sluiten met Syrië nadat de tempel opnieuw was gewijd. De Perzische en Hellenistische perioden waren in hun ogen niet zo slecht geweest en sommigen wilden graag terugkeren naar de situatie voor de controverse over het hellenisme en de opstand.

## Geschiedenis
Nadat het koningshuis van de Hasmoneeën ook het hogepriesterschap op zich had genomen en naarmate de Hasmonese koningen zich meer en meer inlieten met het hellenisme, keerden de farizeeën zich steeds meer tegen hen. Onder koning Alexander Janneüs (104-78 v.Chr.) leidde dit tot heftige confrontaties en vervolging van de farizeeën. Alexanders opvolgster Salome Alexandra (78-69 v.Chr.) begunstigde hen echter en gaf hen zelfs een plaats in het sanhedrin. Hoewel hun politieke macht nooit zo groot is geweest als die van de sadduceeën, de partij van de elite, waren de farizeeën bij uitstek degenen die de publieke opinie konden beïnvloeden.
In het sanhedrin te Jeruzalem, het hoogste rechtscollege (dat overigens ook een politieke functie had, een soort volksvertegenwoordiging), bezetten de farizeeën de minste zetels. Zij waren vaak in conflict met de sadduceeën (Handelingen 23:7-10) en de aanhangers van Herodes (Herodianen).
Hun verhouding tot de Romeinen was afwijzend, maar ging niet zover als de Essenen en Therapeutae (terugtrekken uit de wereld en kloosters stichten) en de Zeloten en Sicariërs (gewapende guerrillastrijd).
De farizeeën speelden een grote rol bij de Joodse Opstand tegen het Romeinse gezag (70 n.Chr.). Met succes wisten zij de Romeinen tijdelijk uit Jeruzalem te verdrijven. Een van de farizese leiders, Flavius Josephus, die gevangen werd genomen door de Romeinen, werd later een geschiedschrijver, die ons het een en ander over de farizeeën meldt in zijn boeken.
Na de Joodse Opstand verdween de partij van de sadduceeën, maar de farizeeën bleven bestaan en bewaarden het joodse erfgoed en de joodse godsdienst. Hun leer komt sindsdien naar voren in de Talmoed.

## Geloofsopvattingen
De farizeeën hielden zich strikt aan de joodse wetgeving zoals neergeschreven staat in de eerste vijf boeken van de (Hebreeuwse) Bijbel. Daarnaast hielden zij zich aan de mondelinge overlevering (uiteindelijk verzameld in de Misjna). Ze geloofden dat een vroom leven en een strikte navolging van de Wet de mens dichter bij God zou brengen. De farizeeën zagen het als hun taak de gewone mensen te bereiken en om hun kennis aan hen over te dragen. De farizeeën waren bij uitstek een groep die zich identificeerde met het 'gewone volk', dit in tegenstelling tot de verhelleniseerde (vergriekste) sadduceeën, de partij van de hogepriesters en overpriesters. De farizeeën zelf kwamen voort uit leken en priesters. Onder hen waren misschien ook wel aristocraten die de leer van de sadduceeën afwezen.
De farizeeën geloofden in tegenstelling tot de sadduceeën in engelen, geesten (Handelingen 23:8), de opstanding uit de dood en het Laatste Oordeel (Matteüs 22:23 en Handelingen 23:8). Desondanks weten we niet zoveel van hen. Hoewel niet-hellenistisch, bespeurt men toch ook niet-joodse elementen in hun leer, met name wat astrologie. Hoewel aanhangers van de voorzienigheid Gods, geloofden zij wel in de vrije keuzes die de mens in zijn/haar leven moest maken. Hun leer was consequent, hun opvattingen voor die tijd progressief. Hierbij moet er rekening worden gehouden dat er onder de farizeeën diverse richtingen bestonden, van liberaal tot conservatief (zo was Gamaliël, die Paulus had onderwezen, een leider van de liberale richting binnen de farizeeën).

## Farizeeën in het Nieuwe Testament

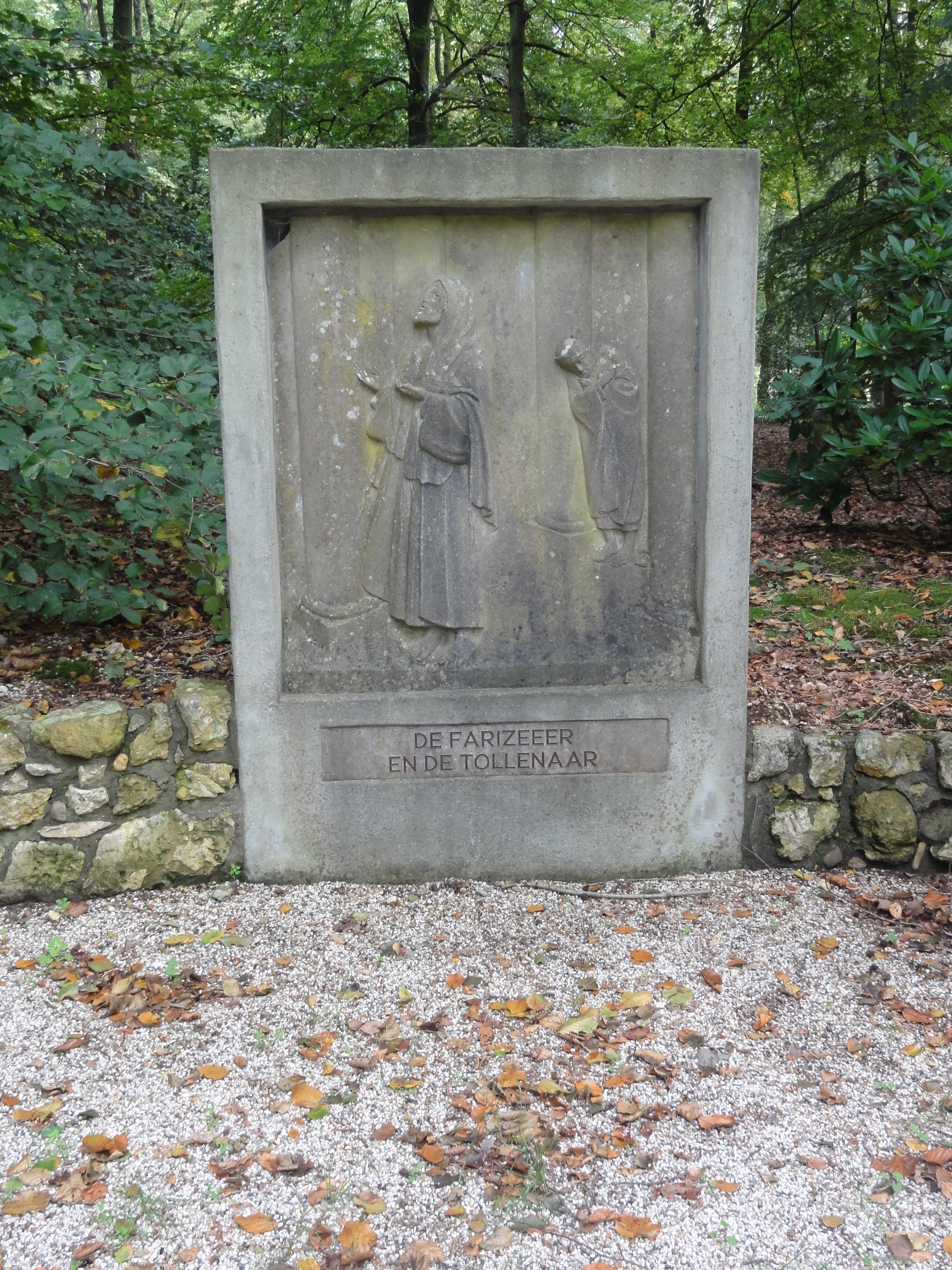
Heilig Land Stichting, Rijksmonument 523616 Bergrede, groep van 11 reliefs, Piet Gerrits
Reliëf 9:
De farizeeër en de tollenaar

De farizeeën komen meerdere malen voor in het Nieuwe Testament, zowel in de Evangeliën als in Handelingen en in de Brief aan de Galaten. In Matteüs komen de farizeeën negatief over, als extreem wettisch. Dit moet men in de tijd plaatsen, de breuk tussen christendom en jodendom was reeds voltrokken in de gemeente waar de schrijver van het Matteüs-evangelie lid van was. In Lucas komen de farizeeën sympathieker over: ze nodigen Jezus bij hen thuis uit (Lucas 7:36-50) en waarschuwen hem voor de herodianen (Lucas 13:32-33). In het Evangelie volgens Johannes gaat Jezus in debat met Nicodemus, een overste van de joden, die later zijn aanhanger wordt (Johannes 3:1-21; 7:45-52; 19:39).
In het boek Handelingen speelt Paulus, een farizeeër, een hoofdrol. Paulus krijgt tijdens een zitting van het sanhedrin bijval van de farizeeën omtrent de opstanding van de doden, waar de sadduceeën niet in geloofden (Handelingen 23:6-7). De farizeeën vinden dat Paulus niet vervolgd moet worden omdat hij niets zegt wat in strijd is met de joodse godsdienst (Handelingen 23:9). Paulus noemt zich niet alleen een zoon van een farizeeër, maar ook meldt hij dat hij een farizeeër is (Handelingen 23:6). Paulus gaat echter in tegen het wetticisme, wat vooral duidelijk wordt in Galaten.
In Handelingen 15:5 wordt melding gemaakt van farizeeën die christen zijn geworden.

## Hedendaags taalgebruik
De term farizeeër wordt in het hedendaags taalgebruik vooral gebruikt voor een schijnheilige of huichelaar. Het kan ook duiden op iemand die naar de letter en niet naar de geest van een wet of (religieus) voorschrift interpreteert, leeft of voorschrijft. Dit gaat terug op wat Jezus op verscheidene plaatsen (Matteüs 6, 23, Lucas 12) gezegd heeft over de huichelachtigheid der farizeeërs.